# Морозов, Иван Сергеевич
Иван Сергеевич Морозов (род. 2 сентября 1936, СССР) — советский военный деятель, генерал-полковник.

## Биография
Член КПСС с 1957 года.
Окончил Петрозаводское военное училище (1954—1957), Военную академию имени М. В. Фрунзе (1967—1970), Военную академию Генерального штаба Вооружённых Сил имени К. Е. Ворошилова (1975—1977).
В 1980—1982 годах — начальник штаба 15-й общевойсковой армии Дальневосточного военного округа.
В 1982—1984 годах — командующий 35-й общевойсковой армией Дальневосточного военного округа.
В сентябре 1984 — декабре 1986 г. — 1-й заместитель командующего войсками Дальневосточного военного округа.
В декабре 1986 — январе 1992 г. — командующий войсками Одесского военного округа.
В 1992 году уехал в Москву.
В настоящее время — главный военный инспектор военного комиссариата Московской области.
Депутат Верховного Совета СССР 11-го созыва (с 28.02.1988 до 1989).
Народный депутат СССР от Тираспольского территориального избирательного округа № 704 ССР Молдова 1989—1991 годах.
Член ЦК Компартии Украины в 1990-1991 годах.

## Звание
- Генерал-майор (16.02.1979)
- Генерал-лейтенант (3.11.1983)
- генерал-полковник (7.05.1987)

## Награды
- орден Октябрьской Революции
- орден «Знак Почёта»
- орден «За службу в Вооружённых Силах СССР» 3 степени
- медали